# As Irmãs Makioka
As irmãs Makioka (Sasameyuki, [細雪] Erro: {{japonês}}: texto da transliteração contém caractere não latino (pos 1) (ajuda)) é um livro do escritor Junichiro Tanizaki publicado de 1943 a 1948. Traça o perfil da sociedade japonesa durante os anos 1930, abordando uma série de conflitos entre os valores japoneses e os ocidentais. O livro retrata a vida de uma abastada família da região de Quioto e Osaka vivendo sob o impacto da Primeira Guerra Mundial.
As irmãs que dão nome ao livro, Tsuruko, Sachiko, Yukiko e Taeko, unem-se na tentativa de casar uma delas, prestes a completar trinta anos. A "solteirona" do enredo, Yukiko, representa a inércia das relações e, ao mesmo tempo, a força da tradição.
A caçula Taeko, que também tem intenções de se casar, precisa esperar que as mais velhas se casem primeiro. A personagem Taeko representa um Japão mais aberto à modernização dos costumes.
Os primeiros capítulos de As irmãs Makioka foram publicados originalmente em 1943, mas foram censurados pelo governo, que considerou o livro inadequado para o período turbulento. Tanizaki continuou escrevendo e acabou bancando o primeiro lançamento do livro, em 1944. Sob o mesmo título, a obra foi adaptada para o cinema em 1983 sob direção de Kon Ichikawa.
Um marco da literatura moderna japonesa,este romance,escrito sob o impacto da Segunda Guerra, retrata o cotidiano de uma típica família nipônica conservadora, encenando uma sutil discussão dos costumes, da cultura e das relações sociais japonesas tradicionais. A obra expõe os conflitos entre valores japoneses e ocidentais, bem como o impacto da modernização do país nas relaçoes pessoais.
Diferentemente de suas outras obras As Irmãs Makioka de Tanizaki deixa de lado aspectos como a sensualidade e o fetichismo típico de suas outras obras.